# Hồ Bá Ôn
Hồ Bá Ôn (胡伯溫, 1843-1883), quê làng Quỳnh Đôi, huyện Quỳnh Lưu, tỉnh Nghệ An, là án sát tỉnh Nam Định cũ.
Ông hi sinh trong trận chiến giữ thành Nam Định, cùng với Nguyễn Hữu Bản (con trai Nguyễn Mậu Kiến) và Đề đốc Lê Văn Điếm, khi Pháp xâm lược Bắc kỳ lần thứ hai (1883).Ông được truy tặng hàm Quang Lộc Tư Khanh, thờ ở đền Trung Nghĩa.
Ông đậu Phó bảng năm Ất Hợi (1875).
Ông là cha của nhà nho yêu nước Hồ Bá Kiện (thành viên Hội Duy Tân của Phan Bội Châu) và là ông nội của nhà cách mạng Hồ Tùng Mậu.

## Vinh danh
Tên ông được đặt cho một con đường ở quận Liên Chiểu, tỉnh Đà Nẵng, Việt Nam. và một con đường ở thành phố Vinh, tỉnh Nghệ An, Việt Nam